# عفنة بيضوية
عفنة بيضوية (الاسم العلمي:Mucor ovatus) هي نوع من الفطريات تتبع جنس العفنة من الفصيلة العفنية.